# Мустафа Таха
Мустафа Камел Таха Јозеф Ел Гамал (арап. مصطفى طه; Каиро, 23. март 1910 — новембар 1969) био је египатски фудбалски нападач који је играо за Египат на Светском првенству у фудбалу 1934. Такође је играо за Замалек и представљао је Египат на Летњим олимпијским играма 1936.